# Llanfairpwllgwyngyllgogerychwyrndrobwllllantysiliogogogoch

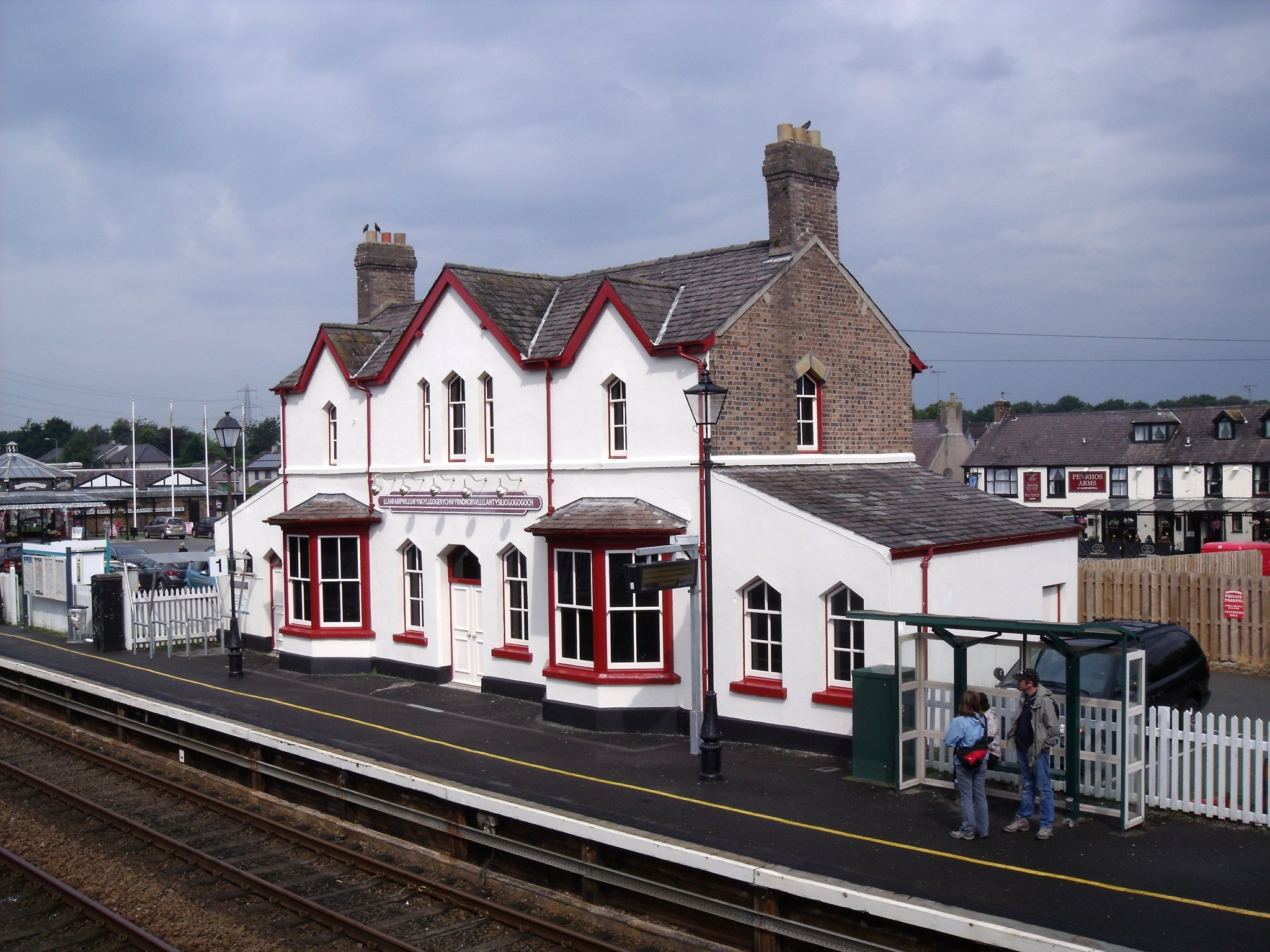
Dworzec kolejowy w miejscowości

Llanfairpwllgwyngyllgogerychwyrndrobwllllantysiliogogogoch(wym. [ˌɬanvairˌpuɬɡwɪ̈nˌɡɪ̈ɬɡoˌɡɛrəˌχwərnˌdrobuɬˌɬantɪ̈ˌsiljoˌɡoɡoˈɡoːχ]ⓘ), także Llanfair Pwllgwyngyll – miejscowość w północno-zachodniej Walii, na wyspie Anglesey.

## Nazwa
Nazwa miejscowości (58 liter) jest najdłuższą zarejestrowaną nazwą administracyjną w Wielkiej Brytanii, najdłuższą istniejącą nazwą miejscowości i trzecią co do długości nazwą geograficzną na świecie. W tłumaczeniu z walijskiego oznacza: Kościół Świętej Marii nad stawem wśród białych leszczyn niedaleko wodnego wiru pod czerwoną pieczarą przy kościele św. Tysilia. Dla ułatwienia nazwa często skracana jest do Llanfairpwll lub Llanfair P. G., co jednak wystarczy, by jednoznacznie odróżnić ją od wielu walijskich miejscowości nazwanych Llanfair. Agencja kartograficzna Ordnance Survey oraz urząd statystyczny Office for National Statistics stosują nazwę Llanfair Pwllgwyngyll. Nazwa powstała w XIX w. i z założenia miała być atrakcją turystyczną na popularnej linii kolejowej London Euston – Holyhead.
Pełna nazwa składa się z następujących elementów:
- llan (kościół, parafia)
- Fair (miękka mutacja Mair, tzn. (św.) Maria)
- pwll (basen, niecka)
- gwyn (biały)
- cyll (leszczyna)
- go ger (obok, koło, przy)
- y (nietłumaczone na polski, ang. the)
- chwyrn (zawzięty)
- drobwll (miękka mutacja trobwll, tzn. wir wodny, z troi (kręcić się))
- llan (kościół, parafia)
- Tysilio ((św.) Tysilio)
- -g- (walijski wrostek spółgłoskowy)
- ogo (regionalna forma ogof, tzn. jaskinia)
- goch (czerwony)

Przybliżona transkrypcja na język polski jest następująca: Chlanwair puchlgłyn gychl gogerych łyrn drobuchl chlan tysiljo gogo goch.

## Turystyka
Miejscowość, ze względu na swoją nazwę, jest częstym celem wycieczek turystycznych. Zwiedzający zatrzymują się na stacji kolejowej, by zrobić zdjęcie na tle tabliczki z nazwą, oraz odwiedzają centrum handlowe, gdzie można „podstemplować” paszport bądź pocztówkę pamiątkową pieczątką z pełną nazwą miejscowości.

## Nazwa w kulturze

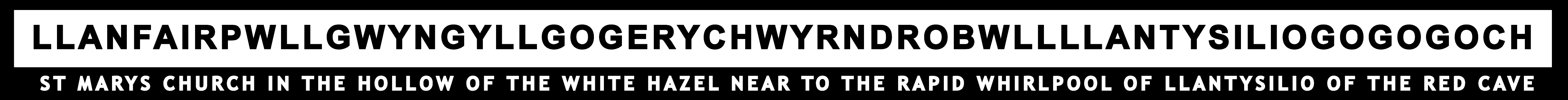
Nazwa miejscowości wraz z angielskim tłumaczeniem

- Nazwa Llanfairpwllgwyngyllgogerychwyrndrobwllllantysiliogogogoch została również użyta w filmie science-fiction pt. Barbarella (1968, reż. Roger Vadim) jako hasło.

- Z nazwą miejscowości związany jest popularny w Walii dowcip:

– Halo! Tu Informacja Kolejowa. W czym mogę służyć?
– Dzień dobry. Chciałbym zasięgnąć informacji na temat pociągu relacji Londyn Euston – Llanfairpwllgwyngyllgogerychwyrndrobwllllantysiliogogogoch...
– Przepraszam, czy mógłby pan przeliterować?
– Proszę uprzejmie: E-U-S-T-O-N.

## Nazwy konkurencyjne
Było kilka prób odebrania miejscowości rekordu. Wieś Llanfynydd w hrabstwie Carmarthenshire przyjęła nieoficjalnie nazwę Llanhyfryddawelllehynafolybarcudprindanfygythiadtrienusyrhafnauole w proteście przeciw budowie elektrowni wiatrowej. Stacja kolejowa w Mawddach przyjęła nazwę Gorsafawddacha'idraigodanheddogleddollônpenrhynareurdraethceredigion dla celów promocyjnych, ale w 2007 wróciła do swej pierwotnej nazwy Golf Halt.